# Hopkins (Michigan)
Hopkins – wieś w Stanach Zjednoczonych, w stanie Michigan, w hrabstwie Allegan.